# Arbatax
Arbatax (in sardo Arbatassa) è l'unica frazione del comune di Tortolì, in provincia dell'Ogliastra, sede di un porto.

## Geografia fisica

### Territorio
Arbatax si trova su una penisola (capo Bellavista), al centro della costa orientale sarda, a ridosso dello stagno di Tortolì. I centri abitati più vicini sono Tortolì, che è il capoluogo del comune di cui la frazione Arbatax fa parte (a 5 km), Girasole (a 7 km) e Lotzorai (a 9 km).

## Origine del nome
L'etimologia del toponimo è discussa. Secondo Giovanni Spano (ipotesi ripresa da Max Leopold Wagner) Arbatax deriverebbe da "14" in arabo أربعة عشرة‎?, ʾarbaʿata ʿašara, con riferimento alla quattordicesima torre di avvistamento contro i saraceni; il toponimo però è più antico della fortificazione, quindi Massimo Pittau scarta quest'ipotesi e pensa piuttosto a un fitonimo, in latino arbutus, "corbezzolo", pianta comune nella zona e che ha dato origine ad altri toponimi sardi; Eduardo Blasco Ferrer e Emidio De Felice ritengono che alla base ci sia invece il corso d'acqua che forma lo stagno di Tortolì, Baccasara o Bacu Sara, localmente Bakàssara, nei testi ottocenteschi Albacàssera.

## Storia

### Storia medievale e moderna
Nell'Ogliastra il polo di attrazione marittima è sempre stato localizzato intorno al Capo Bellavista, ed il Porto d'Ogliastra, noto in tutto il Medioevo, ancora molto attivo alla fine del XV secolo, come risulta dai libri di conto dei Carroz, pare sia da identificarsi con Arbatax.
Il porto era utilizzato sia per il traffico con Cagliari (in alternativa alle comunicazioni via terra) sia per scambi che tendevano a saltare l'intermediazione della capitale, magari, come per l'esportazione dei cereali, ricorrendo al contrabbando. Il porticciolo veniva usato anche per assecondare le esigenze del traffico di legname.
Più di una volta i Carroz furono richiamati a non esportare da altri porti all'infuori di quello di Cagliari. Altre volte, come il 30 ottobre 1427, ebbero tale autorizzazione (in questo caso da Alfonso V d'Aragona), che permetteva a Berengario Carroz di fare il carico in aliquibus portulis et caricatoriis della Sardegna. Nel 1471, con Carta del 7 marzo, Giovanni II d'Aragona ordinava da Tortona la revoca delle licenze concesse al viceré di Sardegna, Nicola Carroz de Arborea, e al conte di Quirra di esportare grano, orzo e altre merci da scali situati nelle loro terre perché contrario alle prammatiche che stabilivano i porti sardi nei quali dovevano farsi le operazioni di carico e scarico delle merci. Solo nel 1560 Filippo II di Spagna incluse il porto de Ullastre fra quelli autorizzati ad esportare il grano prodotto nella zona.
Nel Settecento, il potere centrale sabaudo stabilì che ogni sorta di commercio di cereali con l'esterno si potesse praticare attraverso i soli porti appositamente abilitati di Cagliari, Alghero, Porto Torres e Castelsardo, con esclusione assoluta degli scali baronali (Longosardo, Terranova, Posada, Tortolì); in determinati momenti tale facoltà venne ristretta unicamente a Cagliari e Porto Torres. La restrizione mirava, evidentemente, ad assicurare alle Casse regie una più regolare e continua esazione dei diritti di sortita.
Il porto di Tortolì, nonostante tutto, in passato era uno dei più redditizi della Sardegna. Nel complesso, nella costa ogliastrina vi è stata una vita marittima plurisecolare, che ha saputo mantenere un insediamento di discreta rilevanza anche in periodi di generale abbandono delle coste.

### Storia contemporanea

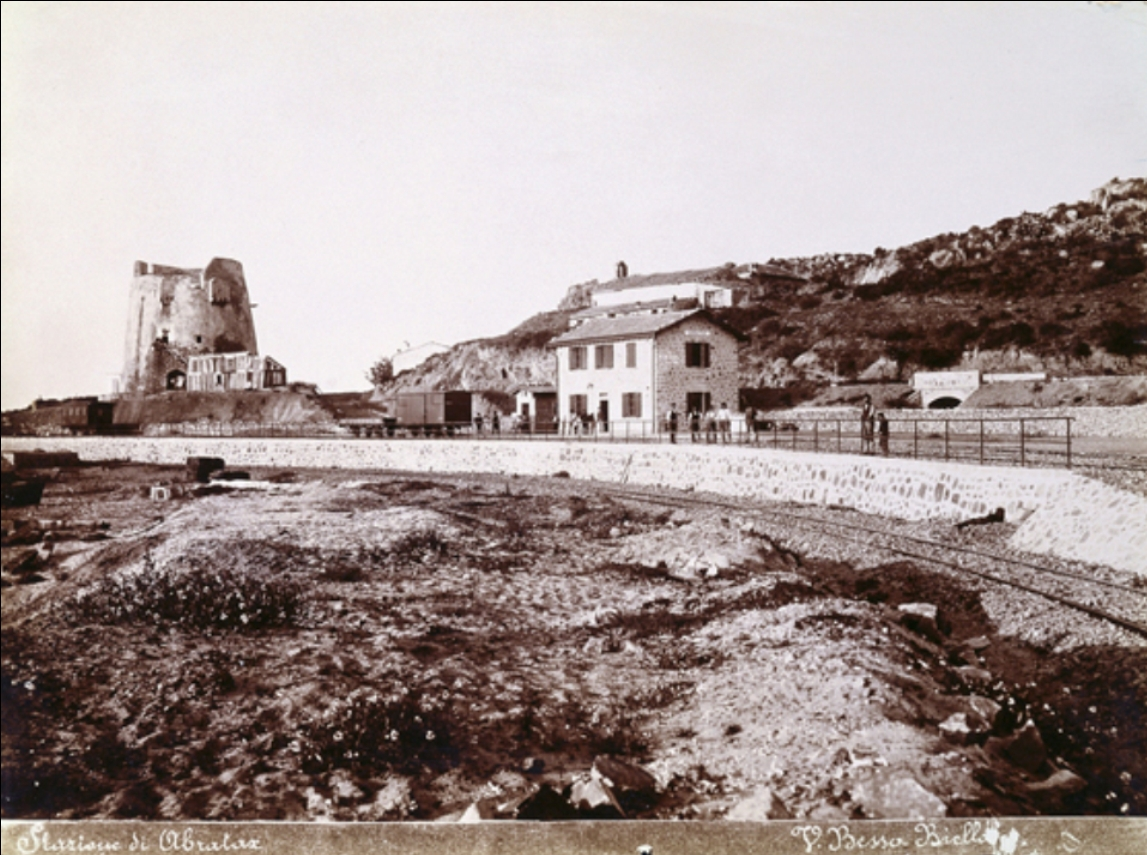
La torre di Arbatax e la stazione ferroviaria nella seconda metà del XIX secolo.

L'origine dell'attuale centro portuale costituisce un fatto recente che risale alla seconda metà dell'Ottocento. Un primo tentativo di realizzare una moderna opera portuale in Ogliastra, fu fatto unendo i due grandi scogli che costituiscono l'Isolotto per formare il porto, ma fu un lavoro inutile in cui lo Stato spese 200 000 lire. «L'unica scogliera – scrisse il canonico Giovanni Spano, concorde con l'opinione di Alberto Della Marmora – doveva essere eretta dalla parte di Bellavista dove è il vero punto per fare un porto… Si faccia la scogliera che copra il seno sotto il Capo Bellavista, ed il porto è fatto».
In seguito all'interessamento del vescovo Michele Todde e all'intervento del deputato Vittorio Angius, nel 1851 il ministro Cavour destinava un ufficiale di Marina per studiare sul luogo il da farsi. Il tenente di vascello Augusto Bruno dopo aver riconosciuto che nella rada di Arbatax i legni non potevano stare all'ancora sotto i venti di NNE e neppure potevano stare nella rada di San Gemiliano sotto i venti del SE, concluse che fosse più sicuro realizzare il porto nello stagno. 
Tale parere fu condiviso dal Consiglio comunale di Tortolì con delibera del 22 ottobre 1852.
Con Regio Decreto 29 marzo 1928, n. 805: I Comuni di Tortoli, Girasole e Lotzorai, in Provincia di Nuoro, sono riuniti in unico Comune denominato «Arbatax di Tortoli».
Con Regio Decreto 2 dicembre 1940, n. 2055, il Comune di Arbatax di Tortolì, in Provincia di Nuoro, è autorizzato a modificare la propria denominazione in «Tortolì».
Nel 1943, durante la seconda guerra mondiale, il porto venne colpito da un bombardamento alleato.
Infine, il Decreto Legislativo Luogotenenziale 22 febbraio 1946, N. 109, (pubblicato nella Gazzetta Ufficiale n.70 del 25 marzo 1946), disponeva la ricostituzione dei Comuni di Girasole e Lotzorai.

## Monumenti e luoghi d'interesse

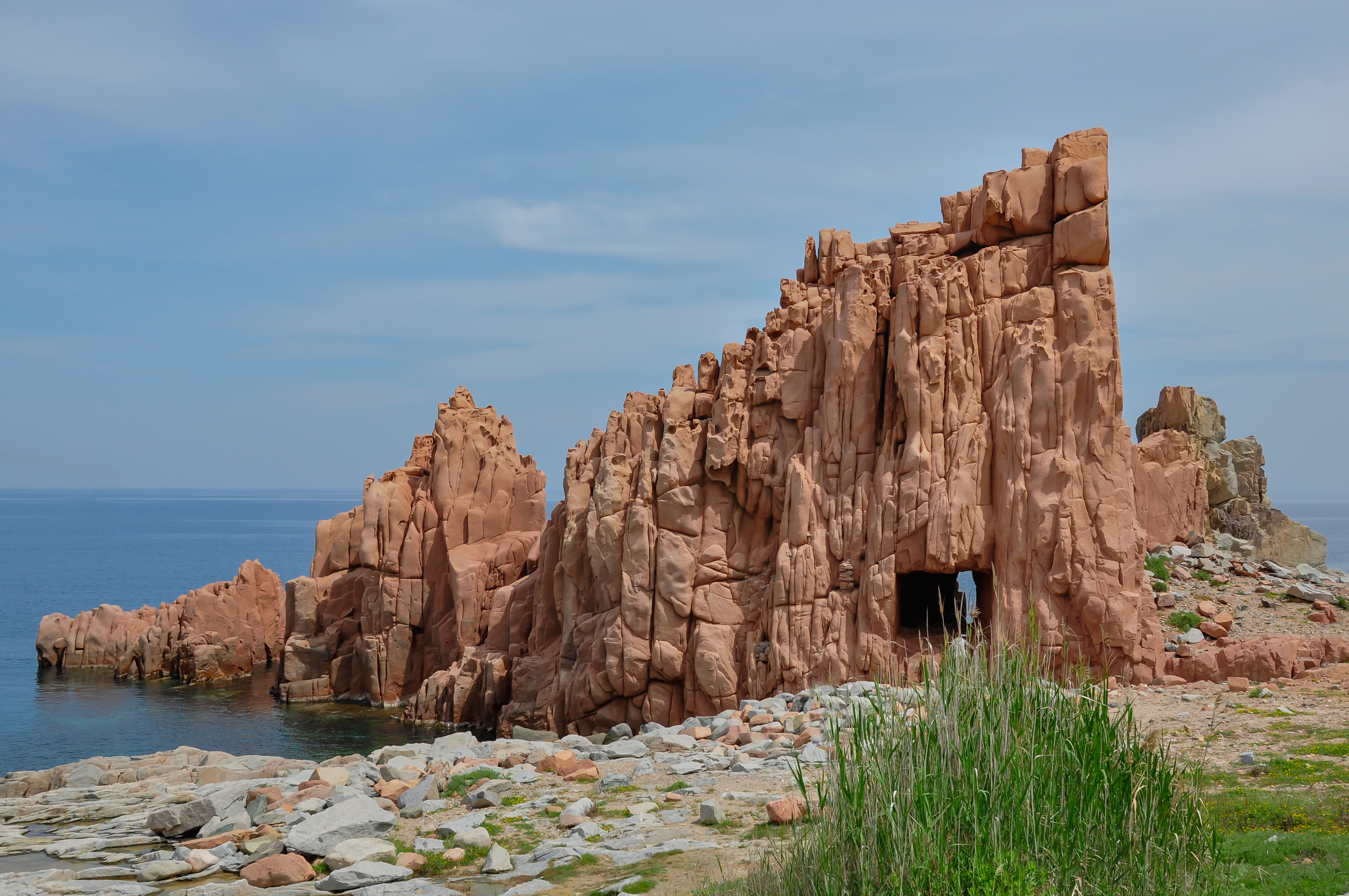
Rocce rosse

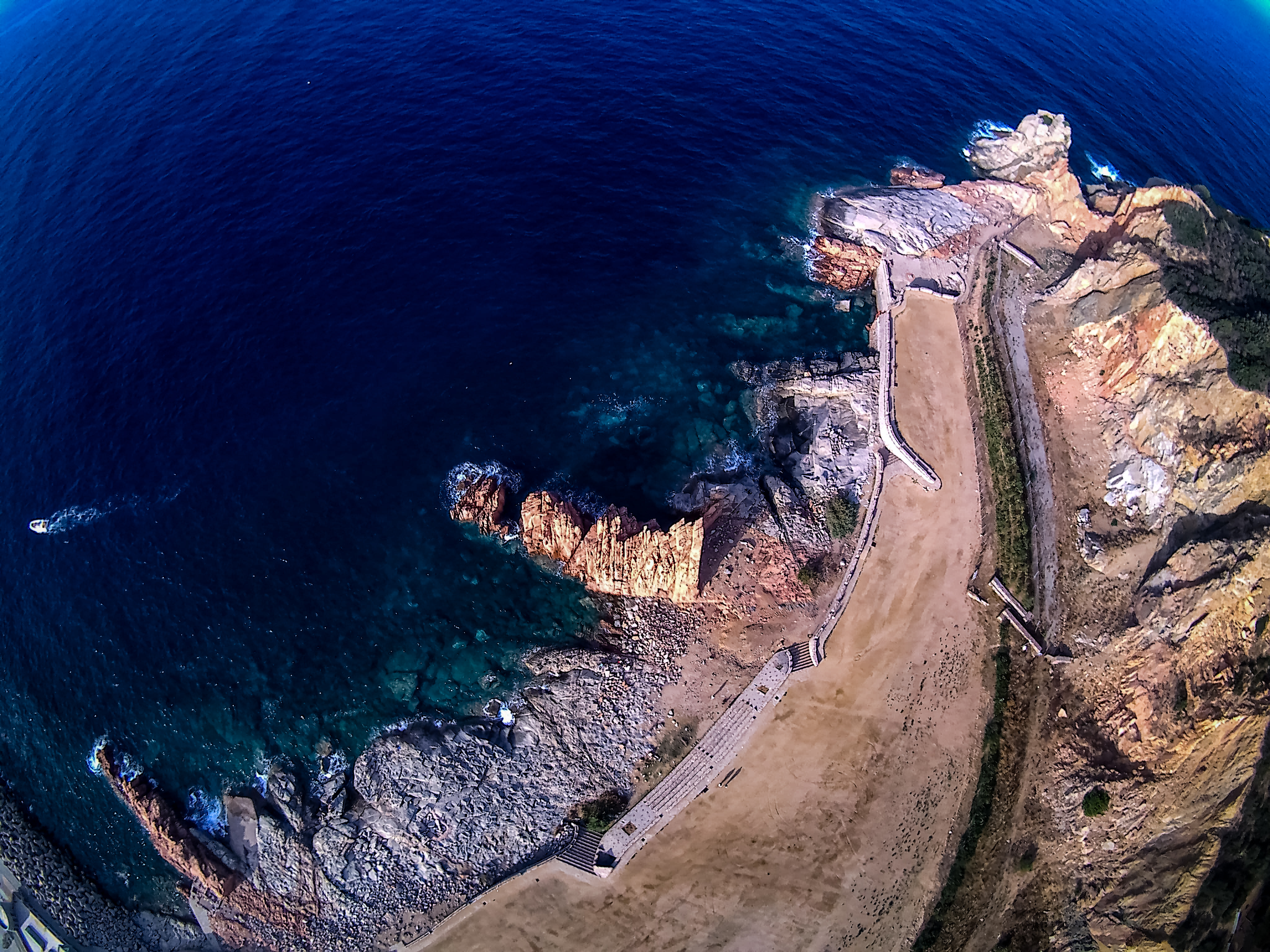
Rocce Rosse viste dall'alto

### Luoghi di interesse naturalistico
Grazie alla sua posizione strategica, Arbatax risulta essere la porta dell'Ogliastra.
Le Rocce Rosse sono uno dei principali punti di attrazione della frazione costiera. Questo sito è ubicato dentro l'abitato, all'ingresso del porto ed ai piedi della collina di Bellavista. La battigia è qui costituita in parte da ciottoli di granito e di porfido rosso e per il resto da scogliere.
Un'altra località balneare è Cala Moresca. Anch'essa è costituita in gran parte da ciottoli di granito.

## Società

### Evoluzione demografica
Negli ultimi anni, in conseguenza del veloce inurbamento, è venuta meno la discontinuità urbana rispetto a Tortolì.

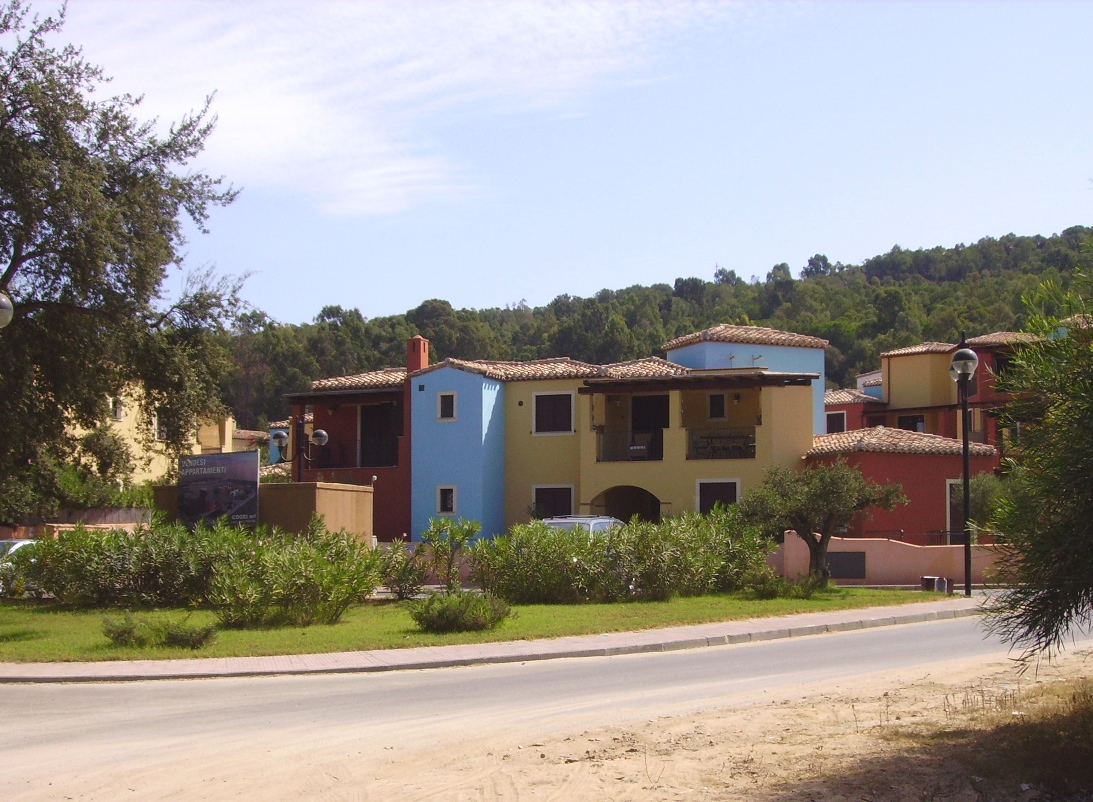
Abitazioni ad Arbatax

Arbatax è oggi una delle più importanti località dell'Ogliastra.
Ormai il centro costiero non è più un borgo di pescatori isolato, poiché l'apertura di cantieri e fabbriche e la lottizzazione delle aree vicine, come Porto Frailis, hanno fatto sì che la conseguente crescita demografica abbia prodotto l'unione dei vari centri.

## Cultura

### Cinema
È stato girato tra Arbatax, il golfo di Arbatax e il golfo di Orosei il film del 1974 di Lina Wertmüller Travolti da un insolito destino nell'azzurro mare d'agosto. Nella pellicola sono conservate storiche riprese del porto di Arbatax, precedenti i lavori di ampliamento della banchina di levante che ne hanno cambiato sensibilmente l'aspetto.

### Eventi

#### Rassegna cinematografica Cal'a cinema
- La rassegna cinematografica Cal'a cinema dal 2009 è un appuntamento fisso dell'estate Arbataxina. Il nome vuole essere un'esortazione a "scendere" al cinema, ma anche un riferimento alla cornice che ospita l'evento, la caletta Genovesi nel porto di Arbatax. La location non è solo suggestiva, ma anche simbolica. Infatti il denominatore comune dei film selezionati è il Mediterraneo, crocevia di culture e testimone di scambi fra i popoli. Proiettare cinema in un porto assume così un significato di incontro e di interazione. La rassegna è stata ideata e organizzata dall'associazione Musika Surda.

#### Festa di Stella Maris
La festa nasce per celebrare la Madonna Stella del Mare, santa protettrice di Arbatax e del mare.
Si svolge nel mese di luglio, articolandosi in tre giornate dal venerdì alla domenica. La festa oltre a coinvolgere i paesani ed i parrocchiani richiama migliaia di turisti e pellegrini.
Nei giorni antecedenti la popolazione del luogo decora il paese con composizioni di teli e nastri che richiamano i colori della Madonna e del mare: il bianco, l'azzurro ed il blu.
La via del lungomare si riempie di bancarelle colorate che offrono una varietà di prodotti tipici sardi. Il comitato della festa inoltre organizza spettacoli di intrattenimento musicale durante le sagre delle cozze (venerdì) e del pesce fritto (sabato).
La parte religiosa della festa avviene la domenica con una processione: il simulacro della Madonna, parte dalla chiesa e, passando per le vie del paesino, raggiunge le banchine del porto dove viene celebrata la santa messa. Alla conclusione della messa la statua della Madonna viene sistemata su un peschereccio messo a disposizione e preparato per l'occasione. Al seguito del peschereccio si raccolgono numerose imbarcazioni colme di fedeli che si avviano in processione per fare i tradizionali tre giri nel porto che si concludono con il lancio di una corona di fiori in ricordo delle vittime del mare. Tutti attendono a questo punto la conclusione in bellezza della festa.

#### Arbatax Borgo Marinaro
- La manifestazione, organizzata per la prima edizione nel giugno 2015 dall'Associazione Stella del Mare con l'aiuto dell'Associazione Vele Corsare (che si è occupata dell'evento negli anni successivi), porta in risalto legami ed origini ponzesi del borgo, in particolare con il connubio tra la cucina locale e quella di Ponza.

## Economia
L'economia si basa sulla pesca (è presente una cooperativa di pescatori molto attiva, anche grazie allo stagno ricco di vita), sull'industria (la località divenne un centro industriale negli anni '60 con la costruzione della più grande cartiera sarda, e negli ultimi anni con la realizzazione un cantiere navale, di proprietà della Saipem, operante nel settore della costruzione di piattaforme petrolifere) e sul turismo, che conta nel periodo estivo migliaia di presenze.

## Infrastrutture e trasporti

### Strade
Arbatax è collegata a Tortolì tramite la SS 125 dir.

### Ferrovie

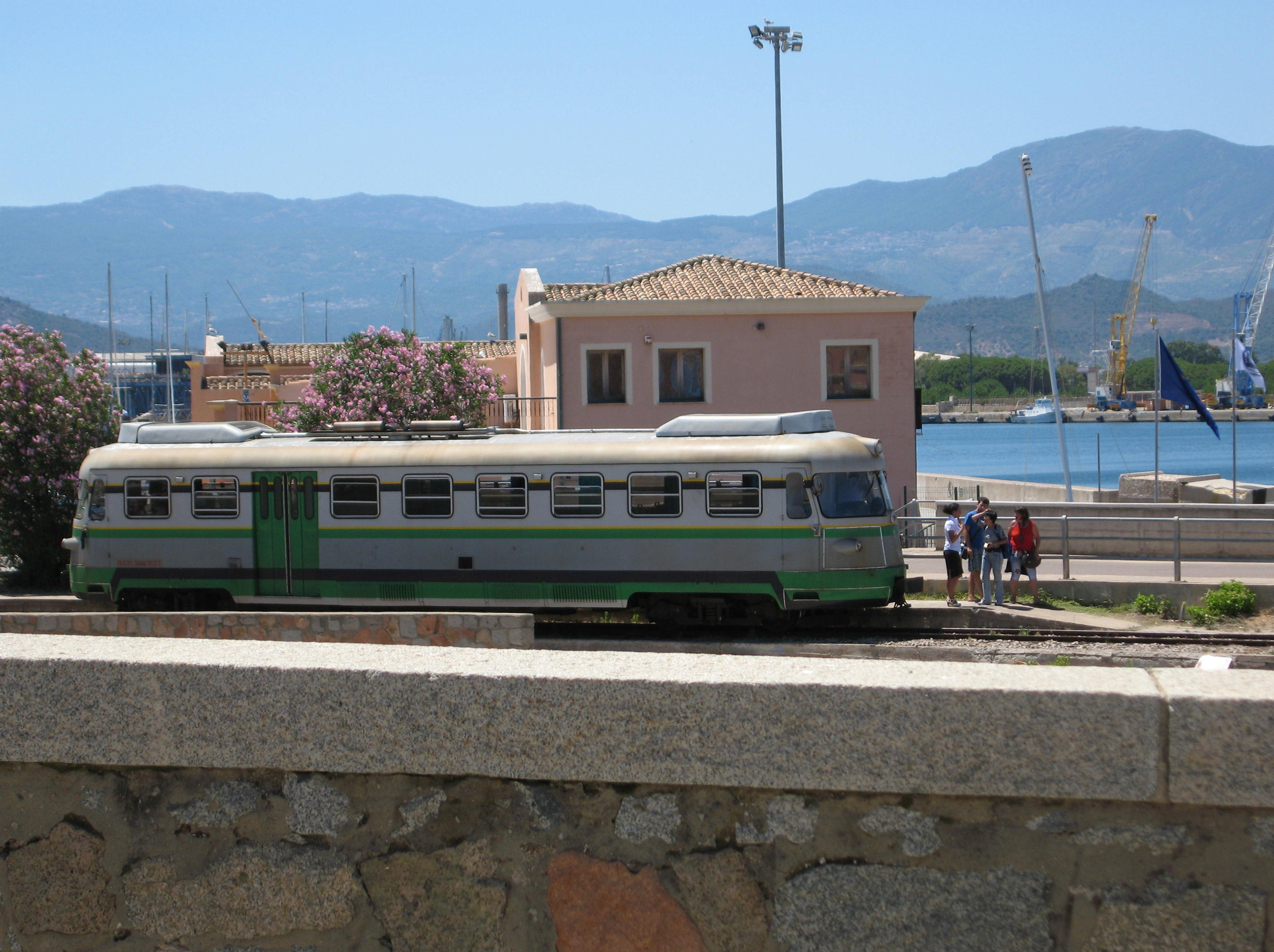
Automotrice ADe dell'ARST in sosta nella stazione di Arbatax, capolinea della linea turistica per Mandas

Nell'abitato è presente la stazione di Arbatax dell'ARST, capolinea della linea ferroviaria per Mandas, in uso dal 1997 esclusivamente per attività turistiche legate al servizio Trenino Verde. Tale stazione, posta nel porto, sostituì quella ottocentesca della frazione (ancora utilizzata per il rimessaggio dei treni); un terzo scalo era posto in passato nei pressi della cartiera, servita con la ferrovia aperta al traffico ordinario da una fermata non più attiva.

### Porti
La frazione è dotata di un porto commerciale, utilizzato da vari vettori navali per l'attracco dei traghetti che collegano plurisettimanalmente il centro della Sardegna con Civitavecchia. Era inoltre attivo nel periodo di maggiore affluenza turistica un servizio di navigazione veloce con Fiumicino (Roma). L'area portuale comprende anche dei pontili per le imbarcazioni da diporto e per i pescherecci.

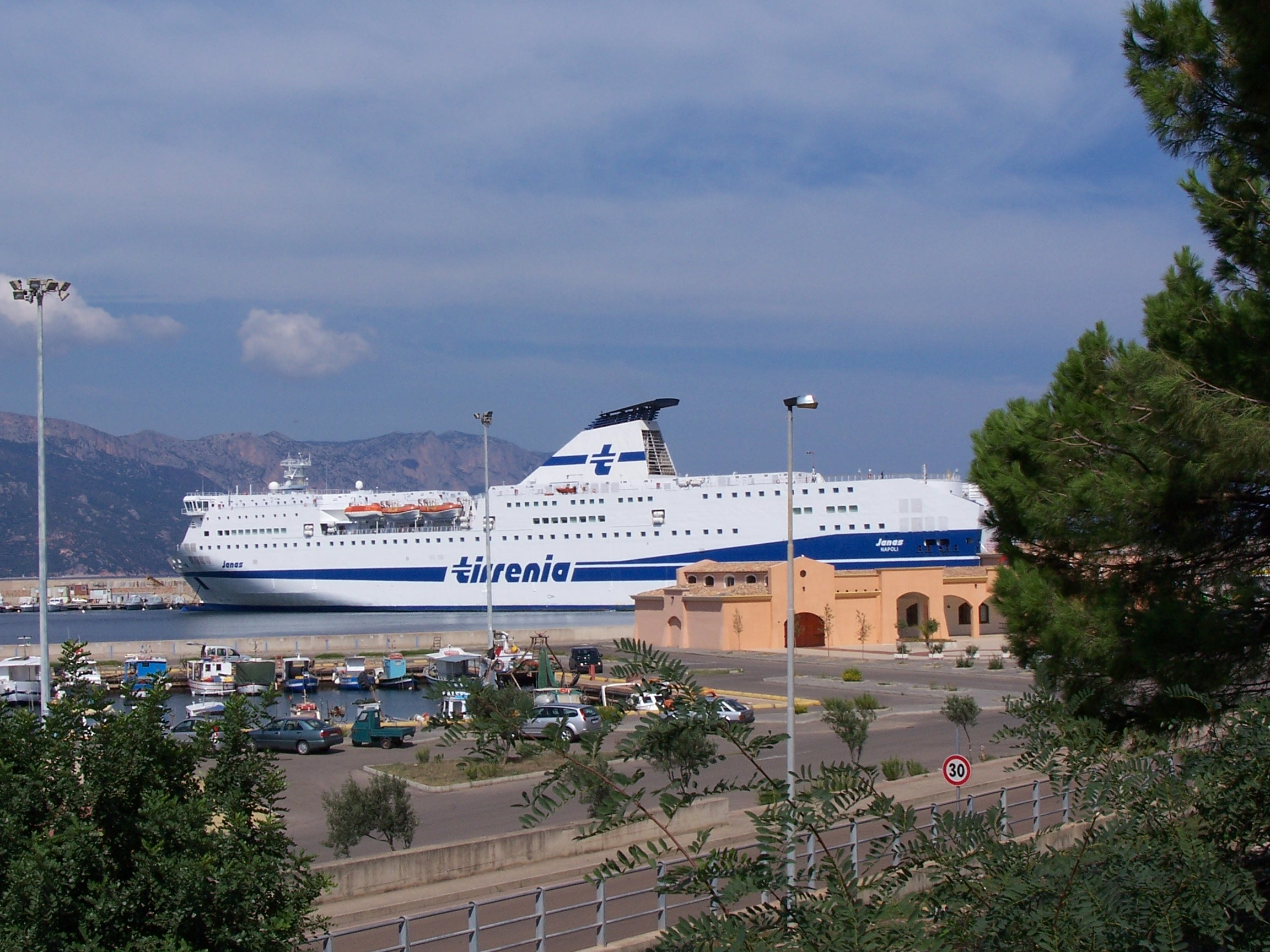
Il traghetto Janas in partenza per Genova.

### Aeroporti
Nell'area della frazione è presente l'aeroporto turistico di Tortolì-Arbatax, idoneo al traffico di aerei da turismo e di piccoli jet, che è stato collegato in passato con voli charter ad alcune delle principali città europee. Da Giugno 2023 l'aeroporto è stato riaperto al pubblico 

### Mobilità urbana
Arbatax è collegata dalle autolinee del servizio urbano di Tortolì e da quelle interurbane dell'ARST.

## Sport

### Calcio
Nel 1968 venne fondata la prima società calcistica denominata C. A. Arbatax, che disputava le partite casalinghe nel campo della Cartiera, azienda operante nel territorio della frazione. L'attività venne interrotta a fine anni ottanta.
Nel 2000 è stata costituita una nuova società calcistica denominata F. C. Arbatax, militante in seconda categoria.
La squadra si allena presso il centro sportivo di San Gemiliano dove disputa anche le gare ufficiali di campionato.

### Annotazioni
1. ↑  In precedenza: 08041.

### Fonti
1. ↑   Lo statuto comunale, su comuneditortoli.it, Città di Tortolì. URL consultato il 24 maggio 2018 (archiviato dall'url originale il 24 settembre 2013).
2. ↑   Massimo Pittau, Luoghi e toponimi della Sardegna, Dublino, Ipazia books, 2018,  p. 53, ISBN 978-1-9809-3360-1.
3. ↑   Eduardo Blasco Ferrer, Paleosardo: le radici linguistiche della Sardegna neolitica, Berlin/New York, De Gruyter, 2010,  p. 11, ISBN 978-3-11-023559-3.
4. ↑   Emidio De Felice, Le coste della Sardegna: saggio toponomastico storico-descrittivo, Cagliari, Editrice sarda fratelli Fossataro, 1964,  pp. 138-141, SBN TO00127351.
5. ↑   Giovanni Spano e Alberto Della Marmora, Emendamenti ed aggiunte all'itinerario dell'isola di Sardegna, Cagliari, Trois, 1976  [1874], SBN CAG0031936.
6. ↑   Virgilio Nonnis, Storia e storie di Tortolì, presentazione di Manlio Brigaglia, Cagliari, Edizioni della Torre, 1988, ISBN 88-7343-200-X.
7. ↑   Sardegna. Riapre dopo oltre 10 anni l'aeroporto di Arbatax-Tortolì, su la Repubblica, 2 maggio 2022. URL consultato il 6 luglio 2024.